# Discover Beyond Kansas
Discover Beyond Kansas es un EP de la banda estadounidense de rock progresivo Kansas y fue publicado en 2007 por Sony BMG Music Entertainment.
Esta producción se compone de cinco canciones, de las cuales una de ellas es en directo —«Paradox»— y forma parte de la colección Discover.  Las canciones que se incluyen en Discover Beyond Kansas se encuentran originalmente en los álbumes Masque, Leftoverture, Point of Know Return y Audio-Visions, todos lanzados entre 1975 y 1980.
Todas las melodías de Discover Beyond Kansas se enlistan en el compilatorio The Full Discover Package, el cual salió a la venta en el mismo año.

## Lista de canciones
| Side one |                                    |                             |          |  |
| N.º      | Título                             | Escritor(es)                | Duración |  |
| 1.       | «Paradox» (en vivo)                | Steve Walsh / Kerry Livgren | 4:08     |  |
| 2.       | «The Wall»                         | Walsh / Livgren             | 4:51     |  |
| 3.       | «Icarus - Borne On Wings of Steel» | Walsh / Livgren             | 6:03     |  |
| 4.       | «No One Together»                  | Kerry Livgren               | 6:58     |  |
| 5.       | «Sparks of the Tempest»            | Walsh / Livgren             | 4:18     |  |

## Créditos
- Steve Walsh — voz, coros  y teclados
- Kerry Livgren — guitarra y teclados
- Robby Steinhardt — voz, coros y violín
- Rich Williams — guitarra
- Dave Hope — bajo
- Phil Ehart — batería